# Josef D. Černý
Josef D. Černý (28. září 1915 Malejovice, okres Kutná Hora – 4. srpna 1996 Praha) byl český akademický malíř, grafik a pedagog. Známý byl pod signaturou J. D. Černý a také pod přezdívkou Připínák. Jeho díla jsou často kromě podpisu signována ještě červeným otiskem hlavičky připínacího špendlíku.

## Biografie
Narodil se 28. září 1915 v obci Malejovice u Uhlířských Janovic (okres Kutná hora). V roce 1945 ukončil studium na Ukrajinské akademii v Praze (dříve Ukrajinské studio výtvarných umění), kde studoval pod vedením akademického malíře a profesora Jana Ivana Kulce (1880–1952). V tomtéž roce také poprvé samostatně vystavoval v Kutné Hoře. Za dobu svého života vystavoval svá díla také v Praze nebo v Uhlířských Janovicích.
Byl lektorem Lidové akademie umění, kde vyučoval dějiny umění a výtvarné techniky. V sedmdesátých letech pracoval jako vedoucí v Ústavu pro zemědělský průzkum půd v Praze-Suchdol (dnes Výzkumný ústav monitoringu a ochrany půdy).[zdroj?]

## Dílo a výtvarné techniky
Hlavním tématem jeho obrazů a grafik byly realistické krajiny a obrazy Prahy, rodného Uhlířskojanovicka a také Krkonoš a Šumavy.
Díla vytvářel nejčastěji technikou olejomalby, malby akvarelem, nebo technikou kresby. Z grafických technik používal litografii, kterou často koloroval akvarelem.[zdroj?]

## Výstavy

### Autorské
- 1989, Praha: Cyklus Pražský hrad a stará Praha[2]
- 1990, Muzeum Uhlířské Janovice: Výběr z tvorby[3]
- 2005, Restaurace U kláštera, Břevnov: Výstava obrazů a grafiky u příležitosti nedožitých 90. narozenin[4]

### Společné
- 1982, Mánes, Praha: Současná grafika pražských členů Svazu českých výtvarných umělců